# Santa Maria d'Ovella
Santa Maria d'Ovella és una església d'Alp inclosa a l'Inventari del Patrimoni Arquitectònic de Catalunya.

## Descripció
La capella de Santa Maria d'Ovella és una construcció d'origen romànic. Notablement alterada al llarg dels anys, només es conserven alguns vestigis de l'estil original, com per exemple una porta amb arc de mig punt, tapiada, a la cara nord.
A la cara sud s'hi troba una altra porta, amb un arc de descàrrega, i un contrafort. L'aparell és de pedres, ben tallades, i la teulada, de llicorella, és a dues vessants.

## Història
El poble d'Ovella és citat el 839 (Evella) en l'acta de consagració de la Catedral d'Urgell.
Durant el tercer quart del segle xvii, els soldats del duc francès Anne Jules de Noailles, governador del Rosselló des del 1678 al 1689 (el Rosselló, el Conflent, el Capcir i l'Alta Cerdanya havien estat incorporats a França el 1659), varen incendiar l'església.
Posteriorment la capella va ser utilitzada com a paller i estable per a ovelles, així com un cos afegit a ponent (construït cap al 1950). També ha estat afegida una construcció pel costat de llevant, que és utilitzada com a habitatge i refugi per als pastors.